# Freixe

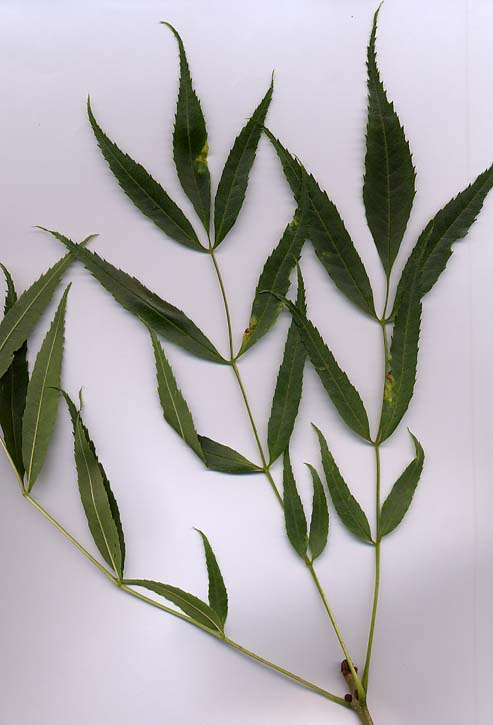
Fraxinus angustifolia

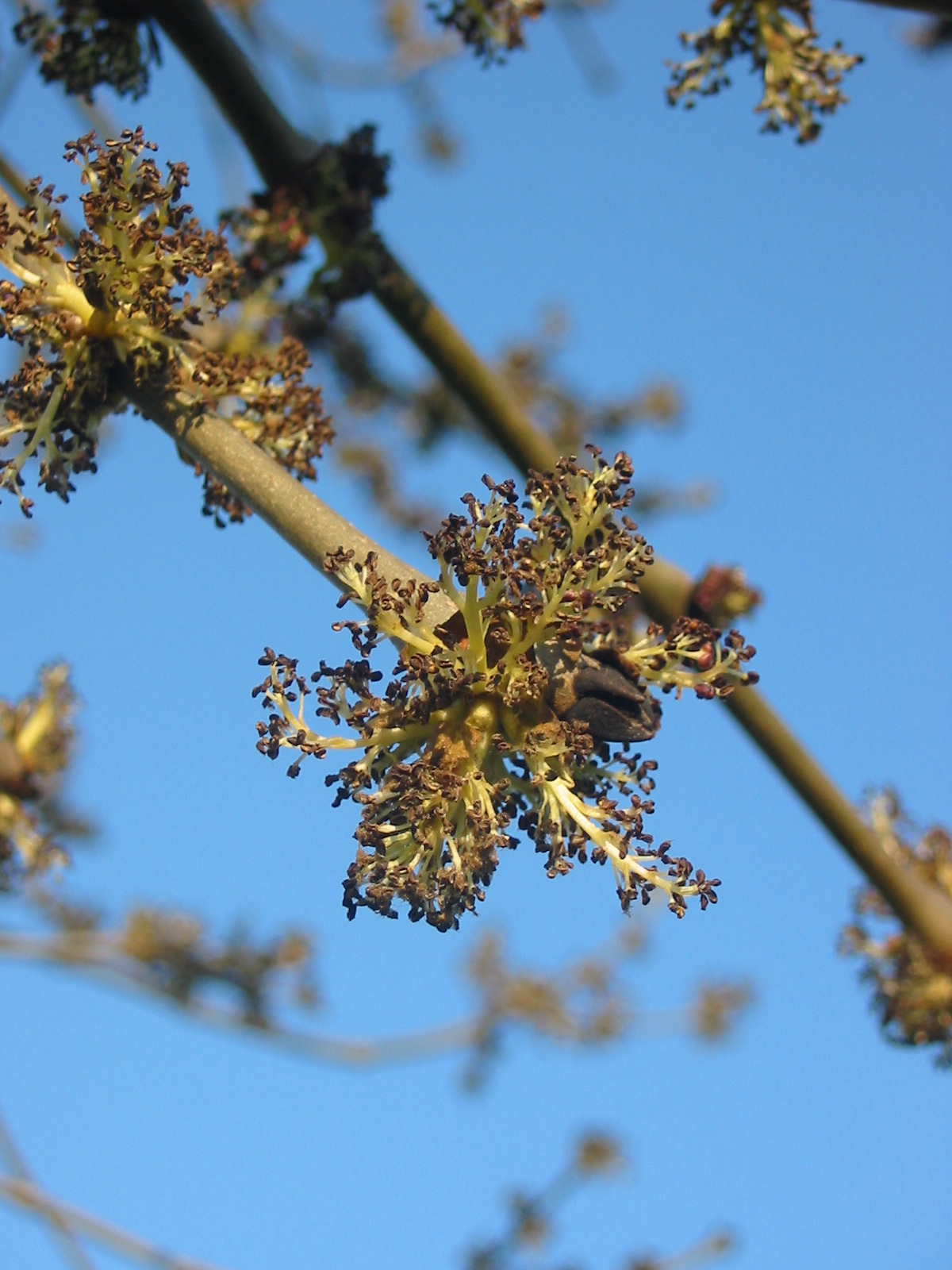
Flors de F. excelsior

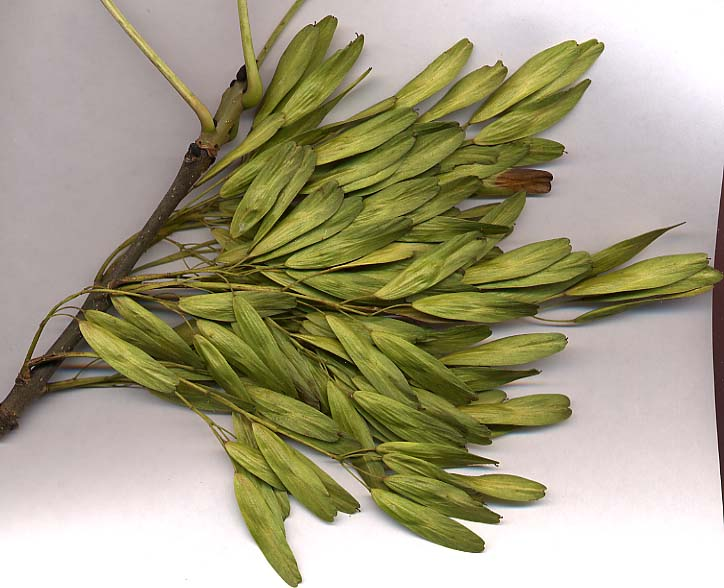
Llavors de F. excelsior

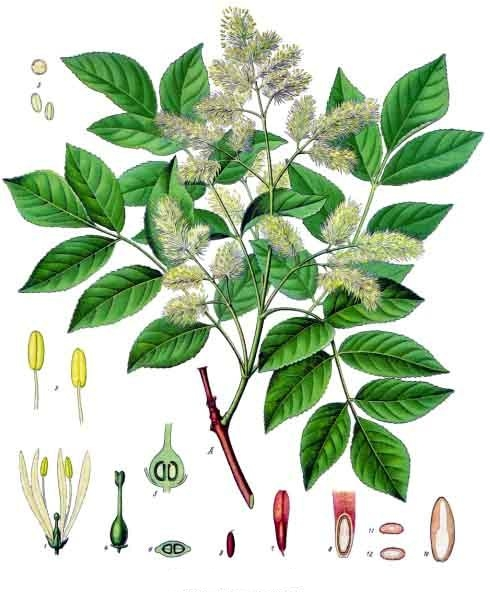
Fraxinus ornus

Els freixes (Fraxinus) són un gènere de plantes amb flor de la família Oleaceae (oleàcies). Els boscos que formen s'anomenen freixenedes o freixedes. Les espècies del gènere Fraxinus són originàries d'Euràsia, Nord d'Àfrica i Amèrica del Nord. El freixe té un paper important en la mitologia nòrdica, ja que Yggdrasil, l'arbre primordial, pertany a aquest gènere.

## Característiques
Adopten la forma d'arbres de mida mitjana o gran i, excepte unes poques espècies subtropicals, són de fulla caduca. Normalment les fulles són de disposició oposada, compostes i pinnades. Les flors d'algunes espècies no tenen periant, d'altres només tenen calze i encara d'altres tenen quatre pètals. Els fruits són del tipus sàmara.

## Els freixes dels Països Catalans
Als Països Catalans es troben tres espècies autòctones: el freixe de fulla grossa (Fraxinus excelsior), el freixe de fulla petita (Fraxinus angustifolia) i el freixe de flor (Fraxinus ornus). També hi trobem conreada com a ornamental l'espècie Fraxinus pennsylvanica, originària d'Amèrica del Nord.
El freixe de flor es distingeix per ser l'única espècie autòctona amb corol·la, de quatre pètals blancs.

## Acció curativa
- Artrosi: A causa de la seva acció calmant i antiinflamatòria, la infusió de freixe no només millora els símptomes de l'artrosi sinó que també afavoreix l'acció d'altres antireumàtics naturals com el harpagòfit.
- Dolor muscular: En ús extern, la decocció de 50 g de fulles de freixe per litre d'aigua calma els dolors musculars produïts per una contusió, el lumbago o la ciàtica. Aplicar-la calenta amb l'ajuda d'una compresa.
- Gota: En actuar com un poderós diürètic, el freixe augmenta el flux d'orina i, amb això, l'eliminació d'àcid úric. Bull durant un parell de minuts una cullerada de freixe i una altra de Lespedeza al mig litre d'aigua, deixa que reposi 10 minuts, filtra i beu el preparat al llarg del dia.
- Sorra al ronyó: El freixe també es recomana per a expulsar els petits sediments que s'acumulen en el ronyó. En aquest cas, convé prendre-la associada al lepidio, més conegut com a rompepedres.
- Alteracions intestinals: En cas de restrenyiment, convé utilitzar les fulles seques en decocció, d'efecte laxant. Si busques un remei per aturar la diarrea, prepara un cociment amb l'escorça.
- Millora l'estat de les varius: El freixe destaca pel seu contingut en flavonoides, concretament en rutina i quercitina. Per aquest motiu, la tisana que es prepara amb freixe, melilot, Ginkgo i vidroja a parts iguals millora les varius i les hemorroides. Empra una culleradeta de la mescla per got d'aigua.
- Bellesa: La infusió de freixe, combinada en la mateixa proporció amb altres plantes diürètiques, com la dent de lleó, el bedoll o la cua de cavall, combat l'excessiva retenció de líquids i, a causa del seu efecte depuratiu, millora l'estat dels èczemes. Utilitza una cullerada rasa d'aquest còctel herbal per tassa d'aigua. Deixa que reposi vuit minuts i filtra.
- Anar en cura si es prenen anticoagulants, aquesta planta conté cumarines i pot produir sagnat a l'orina

## Fusta
La fusta d'algunes espècies de freixe té unes propietats notables: resitència, flexibilitat, resistència als impactes, ...

### Documents
- 1283. Combat de Malta. La crònica de Bernat Desclot parla de les llances catalanes.[2]

| «                           | ...amb llurs llances de freixa ab ferres febrits ( que cascuna valia un morabetí d'aur ) e escones munteres | » |
| — Crònica de Bernat Desclot | |   |

- 1784. Cours complet d'agriculture, theorique, pratique, economique, et de medecine rurale et veterinaire, ...[3]
- 1823. Denominacions antigues del freixe.[4]
- 1851. Nouveau manuel complet du charron et du carrossier.[5]
- 1877. Llança de freixa d'Àiax, emprada per Hèctor, segons Molière.[6]
- 1884. Arboricultura: ó sea, Cultivo de árboles y arbustos. Lecciones dadas en el Ateneo cientifico y literario de esta córte.[7]
- 1998. Disseny de màquines IV. Selecció de materials 2.[8]

## Taxonomia
| Grups                              | Tàxons                                                                              | Sinònims (i subtàxons inclosos) | nom català | Distribució (WGSRPD) | F.v.; h                 |
| ---------------------------------- | ----------------------------------------------------------------------------------- | --- | --- | --- | ----------------------- |
| 0st. / subst.                      | Fraxinus _Tourn. ex L.                                                              | Ornus Boehm. | freixe [pr], fleix, freix, freixera | |                         |
| 1Dipetalae                         | Fraxinus anomala Torr. ex S. Watson                                                 | Fraxinus potosina T. S. Brandeg. | freixe de fulla simple, freixe de Utah | 73EUA-NW, 76EUA-SW, 77EUA-CS, | Nphan, Phan; 2-8 m      |
| 1Dipetalae                         | Fraxinus anomala var. triphylla M.E.Jones                                           | Fraxinus anomala var. lowellii (Sarg. ex Rehder) Little, Fraxinus lowellii Sarg. ex Rehder | freixe de Lowell | 76EUA-SW, 77EUA-CS, | Nphan, Phan; 2-8 m      |
| 1Dipetalae                         | Fraxinus dipetala Hook. & Arn.                                                      | Fraxinus jonesii Lingelsh., Fraxinus parryi Moran, Fraxinus trifoliata (Torr.) F.H. Lewis & Epling, Fraxinus trifoliolata (Torr.) F. H. Lewis & Epling, nom. illeg.                                                                                 | freixe de dos pètals, freixe de flor de Califòrnia | 76EUA-SW, 79Mex-N, | Nphan, Phan; 2-7 m      |
| 1Dipetalae                         | Fraxinus quadrangulata Michx.                                                       | - | freixe blau, freixe quadrangular | 72Can-E, 74EUA-CN, 75EUA-NE, 78EUA-SE, cult, | Phan; 20 m              |
| 2Ornus                             | Fraxinus apertisquamifera H.Hara                                                    | - | freixe de flor de Honshū | 38As-E, | Phan; 5-6 m             |
| 2Ornus                             | Fraxinus baroniana Diels                                                            | - | freixe de Baroni | 36Xina, | Phan; 4 m               |
| 2Ornus                             | Fraxinus bungeana A.DC.                                                             | - | freixe de Bunge, freixe de flor de Bunge | 36Xina, | Nphan, Phan; 2-5 m      |
| 2Ornus                             | Fraxinus chinensis _Roxb.                                                           | - | freixe de la Xina | 31ExtOrRus, 36Xina, 36Tib, 38As-E, 41Indox, [81Carib, | Phan; 10-38 m           |
| 2Ornus                             | Fraxinus chinensis subsp. chinensis                                                 | Fraxinus lingelsheimii Rehder, Fraxinus sargentiana Lingelsh., Fraxinus szaboana Lingelsh. | (→ Fraxinus chinensis) | 31ExtOrRus, 36Xina, 36Tib, 38As-E, 41Indox, [81Carib, | Phan;                   |
| 2Ornus                             | Fraxinus chinensis subsp. rhynchophylla (Hance) A. E. Murray                        | Fraxinus densata Nakai, Fraxinus hopeiensis Tang, Fraxinus japonica Blume ex K. Koch, Fraxinus rhynchophylla Hance | freixe de Corea, freixe xinès de fulla ampla | 31ExtOrRus, 36Xina, 38As-E, cult, | Phan; 12-15 m           |
| 2Ornus                             | Fraxinus floribunda Wall.                                                           | Fraxinus fallax Lingelsh., Fraxinus insularis Hemsl., Fraxinus odontocalyx Handel-Mazzetti ex E. Peter, Fraxinus retusa Champ. ex Benth., Fraxinus stylosa Lingelsh.                                                                                | freixe de flor de l'Himàlaia, freixe de l'Himàlaia | 34As-W, 36Xina, 36Tib, 38As-E, 40SubcInd, 41Indox, | Phan; 8-25 m            |
| 2Ornus                             | Fraxinus griffithii C. B. Clarke                                                    | Fraxinus bracteata Hemsl., Fraxinus ferruginea Lingelsh., Fraxinus formosana Hayata, Fraxinus philippinensis Merr. | freixe de Formosa [pr], freixe de flor de les Filipines, freixe de Griffith, freixe de fulla perenne                                                                            | 36Xina, 38As-E, 40SubcInd, 41Indox, 42 Mal, cult, | Phan; 10-20 m           |
| 2Ornus                             | Fraxinus lanuginosa Koidz.                                                          | Fraxinus lanuginosa var. serrata (Nakai) H.Hara, Fraxinus sieboldiana var. pubescens Koidz. | freixe de flor del Japó, freixe de flor pubescent | 31ExtOrRus, 38As-E, | Phan; 5-8(12) m         |
| 2Ornus                             | Fraxinus longicuspis Siebold & Zucc.                                                | Fraxinus borealis Nakai, Fraxinus chinensis var. acuminata Lingelsh., Fraxinus obovata Blume, Fraxinus pubinervis Blume | freixe acuminat [pr], freixe del Japó 2 | 38As-E, | Phan; 8-12 m            |
| 2Ornus                             | Fraxinus malacophylla Hemsl.                                                        | Fraxinus retusifoliolata K.M.Feng ex P.Y.Pai | - | 36Xina, 41Indox, | Phan; 10 m              |
| 2Ornus                             | Fraxinus micrantha Lingelsh.                                                        | - | - | 41SubcInd, | Phan;                   |
| 2Ornus                             | Fraxinus ornus L.                                                                   | Fraxinus argentea Loisel., Fraxinus florifera Scop., Fraxinus mannifera (Raf.) Steud., Ornus europaea Pers. | freixe de flor, freixe del mannà, freixe d'olor, freixe femella [oposat a freixe mascle (F. angustifolia)], freixe valencià. - [mann]: mannà, mannà de freixe, mannà de Sicília | 11Eur-C, 12 Eur-SW ([Fra, ICor, ISar, [PCat, PVal, Esp, [Por), 13Eur-SE, 33Cauc, 34As-W, cult (Sicília), cult-orn,                                                       | Phan; 6-15(20) m        |
| 2Ornus                             | Fraxinus paxiana Lingelsh.                                                          | Fraxinus depauperata (Lingelsh.) Z. Wei, Fraxinus sikkimensis (Lingelsh.) Handel-Mazzetti, Fraxinus suaveolens W. W. Smith | freixe de Pax, freixe de Sikkim | 36Xina, 36Tibet, 40SubcInd, | Phan; 5-20 m            |
| 2Ornus                             | Fraxinus raibocarpa Regel                                                           | Fraxinus rehderi Haeckel | - | 32 As-C, 34As-W, 40SubcInd, | Phan;                   |
| 2Ornus                             | Fraxinus sieboldiana Blume                                                          | Fraxinus angustata (Blume) Hatus., Fraxinus mariesii Hook. f., Fraxinus quadrijuga Nakai | freixe de flor de la Xina, freixe de Siebold, freixe de Mariès (F. mariesii) | 36Xina, 38As-E, cult, | Phan; 5-15 m            |
| 2Ornus                             | Fraxinus trifoliolata W.W.Sm.                                                       | Fraxinus punctata S. Y. Hu. | freixe de tres folíols | 36Xina, | Phan; 8 m               |
| 31Fraxinus                         | Fraxinus angustifolia _Vahl                                                         | Fraxinus excelsior subsp. angustifolia (Vahl) Wesm. | freixe de fulla petita [pr], freixe de fulla estreta [pr], estanca-sang, freixe de riu, freixe femella, freixe mascle [oposat a freixe femella (F. ornus)]. - mannà [mann]      | 11Eur-C, 12 Eur-SW (Fra, ICor, ISar, PCat, PVal, IBal, Esp, Por), 13Eur-SE, 14Eur-E, 20Afr-N, n27Afr-S, 32 As-C, 33Cauc, 34As-W, 36Xina, 40SubcInd, n50Aus, cult,        | Phan; 15-25(45) m       |
| 31Fraxinus                         | Fraxinus angustifolia subsp. angustifolia                                           | Fraxinus parvifolia Lam., nom. superfl., Fraxinus rotundifolia Mill., nom. rej. | (→ Fraxinus angustifolia) | 12 Eur-SW (Fra, ICor, PCat, PVal, IBal, Esp, Por), 13Eur-SE, 20Afr-N?, 34As-W, n50Aus, cult,                                                                             | Phan; 20-25 m           |
| 31Fraxinus                         | Fraxinus angustifolia subsp. angustifolia 'Raywood'                                 | - | freixe purpuri | cult-orn, | -                       |
| 31Fraxinus                         | Fraxinus angustifolia subsp. danubialis Pouzar                                      | Fraxinus angustifolia subsp. pannonica Soó & T.Simon | freixe d'Hungria | 11Eur-C, 13Eur-SE, | Phan; 35(45) m          |
| 31Fraxinus                         | Fraxinus angustifolia subsp. oxycarpa (M. Bieb. ex Willd.) Franco & Rocha Afonso    | Fraxinus elonza Dippel, Fraxinus numidica Dippel, Fraxinus oxycarpa M. Bieb. ex Willd., Fraxinus oxyphylla M. Bieb., nom. superfl., (> Fraxinus pallisiae Wilmott, Fraxinus holotricha Koehne, syn. provis.)                                        | freixe de folíols aguts [pr], freixe del Caucas, (> freixe dels Balcans, freixe de Pallis)                                                                                      | 11Eur-C, 12 Eur-SW (Fra, ICor, ISar, PCat, IBal), 13Eur-SE, 14Eur-E, 20Afr-N, 33Cauc, 34As-W, cult (F. holotricha)                                                       | Phan; 20-25 m           |
| 31Fraxinus                         | Fraxinus angustifolia subsp. persica (Boiss.) Azadi                                 | Fraxinus persica Boiss., Fraxinus rotundifolia subsp. persica (Boiss.) A. E. Murray | freixe de Pèrsia | 34As-W, | Phan;                   |
| 31Fraxinus                         | Fraxinus angustifolia subsp. syriaca (Boiss.) Yalt.                                 | Fraxinus syriaca Boiss., Fraxinus bornmuelleri Lingelsh, (> Fraxinus sogdiana Bunge, F. potamophila Herder, F. turkestanica Carrière) | freixe de Síria | 13Eur-SE, 14Eur-E, 30Xina, 32 As-C, 34As-W, 40SubcInd, cult-orn, | Phan; 10-24 m           |
| 31Fraxinus                         | Fraxinus excelsior _L.                                                              | Fraxinus apetala Lam., Fraxinus hookeri Wenz., Fraxinus simplicifolia Willd. | freixe de fulla grossa [pr], freixe de fulla gran [pr], freixe comú europeu, freixe de fulla ampla                                                                              | 10Eur-N, 11Eur-C, 12 Eur-SW (Fra, ICor, And, PCat, Esp), 13Eur-SE, 14Eur-E, 33Cauc, 34As-W, 40SubcInd (F. hookeri), [51NZel, [75EUA-NE, [78EUA-SE, cult,                 | Phan; 20-40(45) m       |
| 31Fraxinus                         | Fraxinus excelsior cv: 'Aurea Pendula', 'Diversifolia'; 'Jaspidea'; 'Pendula'; etc. | Fraxinus excelsior f. aurea-pendula (Dum.Cours.) Rehder; var. diversifolia Aiton, 'Heterophylla', 'Monophylla'; var. jaspidea Dum.Cours.; var. pendula Aiton; etc.                                                                                  | freixe desmai daurat; freixe d'un folíol; freixe daurat; freixe desmai; etc. | cult-orn | Phan;                   |
| 31Fraxinus                         | Fraxinus mandshurica Rupr.                                                          | Fraxinus mandshurica var. japonica Maxim., Fraxinus nigra subsp. mandshurica (Rupr.) S.S.Sun | freixe de Manxúria [pr], freixe del Japó 1 | 31ExtOrRus, 36Xina, 37Mong, 38As-E, | Phan; 30 m              |
| 31Fraxinus                         | Fraxinus nigra Marshall                                                             | Fraxinus americana var. nigra (Marshall) Weston, Fraxinus sambucifolia Lam. | freixe negre, freixe comú americà | 71Can-W, 72Can-E, 74EUA-CN, 75EUA-NE, 78EUA-SE, cult, | Phan; 10-30 m           |
| 32Melioides                        | Fraxinus albicans Buckley                                                           | Fraxinus americana var. albicans (Buckley) Lingelsh., Fraxinus texensis (A. Gray) Sarg. | freixe de Texas | 74EUA-CN, 77EUA-CS, 79Mex-N, | Phan; 4-21 m            |
| 32Melioides                        | Fraxinus americana L.                                                               | Fraxinus alba Marshall, Fraxinus curtissii Vasey | freixe blanc, freixe blanc d'Amèrica, freixe d'Amèrica | [63Pac-CN, 72Can-E, 74EUA-CN, 75EUA-NE, 77EUA-CS, 78EUA-SE, cult, | Phan; (5)15-30(40) m    |
| 32Melioides                        | Fraxinus berlandieriana A.DC. / DC.                                                 | Fraxinus americana var. berlandieriana (A.DC.) Wesm., Fraxinus trialata Buckley | freixe de Berlandier, freixe mexicà | 74EUA-CN, 77EUA-CS, 78EUA-SE, 79Mex-N, 79Mex-S, cult-orn, | Phan; 7-18 m            |
| 32Melioides                        | Fraxinus biltmoreana Beadle                                                         | Fraxinus americana subsp. biltmoreana (Beadle) A.E.Murray | freixe de Biltmore | 74EUA-CN, 75EUA-NE, 78EUA-SE, | Phan; 15-35 m           |
| 32Melioides                        | Fraxinus caroliniana Mill.                                                          | Fraxinus americana var. caroliniana (Mill.) D.J.Browne, Fraxinus cordata Raf., Fraxinus curvidens Hoffmanns., Fraxinus nuttallii Buckley, Fraxinus pallida Bosc, Fraxinus platycarpa Michx., Fraxinus rehderiana Lingelsh., Fraxinus triptera Nutt. | freixe de Carolina, freixe d'aiguamoll | 77EUA-CS, 78EUA-SE, | Phan; 2,5-10(15) m      |
| 32Melioides                        | Fraxinus coriacea S.Watson                                                          | Fraxinus velutina var. coriacea (S.Watson) Rehder, Fraxinus pistaciifolia var. coriacea (S.Watson) A.Gray | freixe de fulla de cuir | 76EUA-SW, 79Mex-N, | Phan; 5-8 m             |
| 32Melioides                        | Fraxinus cubensis Griseb. (< Fraxinus caroliniana s.l.)                             | Fraxinus caroliniana subsp. cubensis (Griseb.) Borhidi, Fraxinus pennsylvanica subsp. cubensis (Griseb.) A.E.Murray | freixe de Cuba, búfano (CU) | 78EUA-SE, 81Carib, | Phan; 3-14 m            |
| 32Melioides                        | Fraxinus latifolia Benth.                                                           | Fraxinus americana subsp. oregona (Nutt.) Wesm., Fraxinus oregona Nutt., Fraxinus pennsylvanica subsp. oregona (Nutt.) G. N. Mill., Fraxinus californica Dippel                                                                                     | freixe d'Oregon | 71Can-W, 73EUA-NW, 76EUA-SW, cult, | Phan; 20-24 m           |
| 32Melioides                        | Fraxinus papillosa Lingelsh.                                                        | Fraxinus velutina subsp. papillosa (Lingelsh.) A.E.Murray | freixe de Chihuahua | 76EUA-SW, 77EUA-CS, 79Mex-N, | Phan; 9 m               |
| 32Melioides                        | Fraxinus pauciflora Nutt. (< Fraxinus caroliniana s.l.)                             | Fraxinus caroliniana var. pauciflora (Nutt.) D. B. Ward, Fraxinus floridana (Wenz.) Sarg., Fraxinus hybrida Lingelsh. | freixe de Florida | 78EUA-SE, | Phan ; 4-10(15) m       |
| 32Melioides                        | Fraxinus pennsylvanica Marshall                                                     | Fraxinus americana subsp. pennsylvanica (Marshall) Wesm., Fraxinus campestris Britton, Fraxinus lanceolata Borkh., Fraxinus pennsylvanica var. lanceolata (Borkh.) Sarg., Fraxinus pubescens Lam.                                                   | freixe de Pennsilvània, freixe roig, freixe roig americà, freixe verd (var. lanceolata)                                                                                         | [11Eur-C, [12 Eur-SW (Fra, Esp), [13Eur-SE, [14Eur-E, [38As-E, 71Can-W, 72Can-E, 73EUA-NW, 74EUA-CN, 75EUA-NE, 76EUA-SW, 77EUA-CS, 78EUA-SE, n85AmSud-S, cult, cult-orn, | Phan; 7-25(32) m        |
| 32Melioides                        | Fraxinus profunda (Bush) Bush                                                       | Fraxinus americana var. profunda Bush, Fraxinus michauxii Britton, Fraxinus tomentosa auct. | freixe tomentós | 72Can-E, 74EUA-CN, 75EUA-NE, 78EUA-SE, | Phan; 15-30(40) m       |
| 32Melioides                        | Fraxinus smallii Britton                                                            | Fraxinus americana var. coriacea Sarg., Fraxinus americana var. subcoriacea Sarg. | freixe de Small | 74EUA-CN, 75EUA-NE, 77EUA-CS, 78EUA-SE, | Phan; 20 m              |
| 32Melioides                        | Fraxinus uhdei (Wenz.) Lingelsh.                                                    | Fraxinus americana var. uhdei Wenz., Fraxinus chiapensis Lundell, Fraxinus hondurensis Standl. | freixe urapàn, freixe dels tròpics | [63Pac-CN, [79Mex-N, 79Mex-S, 80Am-C, [81Carib, 83AmSud-W, cult: Mex, cult-orn,                                                                                          | Phan; 12-40 m           |
| 32Melioides                        | Fraxinus velutina Torr. (< Fraxinus pennsylvanica s.l.)                             | Fraxinus attenuata M.E.Jones, Fraxinus pennsylvanica subsp. velutina G. S. Mill., Fraxinus pistaciifolia Torr., Fraxinus standleyi Rehder, Fraxinus velutina var. toumeyi (Britton) Rehder                                                          | freixe d'Arizona, freixe vellutat, freixe de Toumey (var. toumeyi) | 76EUA-SW, 77EUA-CS, 79Mex-N, 79Mex-S, | Phan; 9-12 m            |
| 33.incertae sedis / aff. Melioides | Fraxinus chiisanensis Nakai                                                         | - | freixe de Jirisan | 38As-E, | Phan;                   |
| 33.incertae sedis / aff. Melioides | Fraxinus cuspidata Torr.                                                            | Fraxinus mexicana Sweet, Fraxinus macropetala Eastw. | freixe fragant | 76EUA-SW, 77EUA-CS, 79Mex-N, | Nphan, Phan; 6 m        |
| 33.incertae sedis / aff. Melioides | Fraxinus platypoda Oliv.                                                            | Fraxinus spaethiana Lingelsh., Fraxinus inopinata Lingelsh., Fraxinus commemoralis Koidz. | freixe de Spaeth | 36Xina, 38As-E, | Phan; 10-28 m           |
| 34Pauciflorae                      | Fraxinus gooddingii Little                                                          | Fraxinus greggii subsp. gooddingii (Little) A.E.Murray | freixe de Goodding | 76EUA-SW, 79Mex-N, | Phan; 1,5-6 m           |
| 34Pauciflorae                      | Fraxinus greggii A. Gray                                                            | Fraxinus nummularis M.E. Jones | freixe de Gregg | 77EUA-CS, 79Mex-N, 79Mex-S, | Phan; 6-8(10) m         |
| 34Pauciflorae                      | Fraxinus petenensis Lundell                                                         | Fraxinus dubia (Willd.) P. S. Green & M. Nee, Fraxinus schiedeana Cham. & Schltdl. | freixe del Petén | 79Mex-N, 79Mex-S, 80Am-C, | Phan; 8-11 m            |
| 34Pauciflorae                      | Fraxinus purpusii Brandegee                                                         | - | freixe de Purpus | 79Mex-S, 80Am-C, | Phan; 5-10 m            |
| 34Pauciflorae                      | Fraxinus purpusii var. vellerea (Standl. & Steyerm.) P.S.Green                      | Fraxinus bicolor Standl. & Steyerm., Fraxinus vellerea Standl. & Steyerm. | freixe de Purpus bicolor | 79Mex-S, 80Am-C, | Phan; 5-10 m            |
| 34Pauciflorae                      | Fraxinus rufescens Lingelsh.                                                        | - | freixe rufescent | 79Mex-N, 79Mex-S, | Phan; 6m                |
| 35Sciadanthus                      | Fraxinus hubeiensis S.Z.Qu, C.B.Shang & P.L.Su                                      | Fraxinus hupehensis S.Z.Qu, C.B.Shang & P.L.Su, orth. var. | freixe d'Hubei | 36Xina, | Phan; 19 m              |
| 35Sciadanthus                      | Fraxinus xanthoxyloides (G. Don) Wall. ex A. DC.                                    | Fraxinus dimorpha Coss. & Durieu | freixe de l'Afganistan, freixe de l'Atles (F. dimorpha) | 20Afr-N (F. dimorpha), 34As-W, 36Xina, 36Tib, 40SubcInd, | Nphan, Phan; 2-12(15) m |

WGSRPD = World Geographical Scheme for Recording Plant Distributions - Sistema geogràfic mundial per al registre de la distribució de les plantes.
n, natz = naturalitzada, subespontània; c, cult = cultivada; [... = introduïda (sense especificar); 
Forma vital (g = alçària de les gemmes persistents) Forma vital de Raunkiær, WCSP, Flora dels Països Catalans, ...}.
f.v.: Phan = Phanerophyta (faneròfits; g > 2-3 m); Nphan = Nanophanerophyta (nanofaneròfits; 2-3 > g > 0,2-0,5 m);
Alçària (h): alçària total de l'arbre o de la planta (m)
Fraxinus: classificació basada en filogènia molecular (WALLANDER 2014), en alguns casos encara s'està revisant.
st. = sectio (secció); subst. = subsectio (subsecció)
Distribució, forma vital i alçària, depenen dels tàxons que es consideren sinònims.
[pr]: nom preferent; [flos]: flor; [amnt]: ament; [frut]: fruit; [semn]: llavor; [cupl]: cúpula, involucre
[silv]: salvatge, silvestre; [cult-frut], [prod-frut]: cultivada /producció de fruit; [cult-orn] = cultivada ornamental; [mann]: mannà (substància gomosa i dolça que flueix del freixe de flor i d'altres)